# El ladrón de cadáveres
The Body Snatcher, traducida al español como El ladrón de cadáveres, es un cuento de terror del escritor escocés Robert Louis Stevenson, publicado por primera vez en diciembre de 1884.

## Argumento
El cuento narra la oscura historia de un estudiante de medicina del Reino Unido, que se ve involucrado en el negocio ilegal de profanación de cuerpos para su posterior estudio. 
Esta situación inicial culmina con la rápida huida del Dr. y la posterior salida de Fettes de la escena, dejando la intriga en el lector y en el resto de los personajes. Rápidamente, el personaje narrador (presente en aquella escena) comienza con la recapitulación de los hechos pasados, y expone los hechos ocurridos entre Fettes y Macfarlane. La historia, desde este punto en adelante, repasa a Fettes desde sus estudios de medicina en Edimburgo, los giros que ocurren alrededor de Fettes y su profesión y los sucesos a los que conducen. 
El giro de interés en la historia de Fettes como próspero estudiante de medicina ocurre cuando este, conducido por un profesor llamado Mr. K, y asistido en ocasiones por Macfarlane, se introduce en el sórdido mundo del tráfico de cadáveres que eran utilizados para su estudio. Dada la falta de ejemplares y la dificultad que suponía profanar cementerios con sus vigilantes, matarán por conseguirlos.

## Preferencias morales y sociales de la época
El cuento se introduce en el frío mundo de la profanación de tumbas y el tráfico de cadáveres, moneda corriente en esos años, no desde el punto de vista del simple crimen, sino desde la visión del estudiante de medicina. El estudiante (Fettes) es encargado de recibir los cuerpos, de forma ilegal y confusa, pero sabiendo que serán usados para el estudio. 
El cuento juega con la conciencia moral del personaje, quien, si bien no lo comprueba hasta el final, siempre sabe o presume la horrible forma en la que los terceros implicados consiguen los cuerpos. Una forma ilegal, pero conocida y de cierta forma, aceptada en la época.